# فیلیپو کاوالی
فیلیپو کاوالی (انگلیسی: Filippo Cavalli; ۲۹ ژانویهٔ ۱۹۲۱ – ۲۹ آوریل ۲۰۰۴) بازیکن فوتبال اهل ایتالیا بود.
از باشگاه‌هایی که در آن بازی کرده‌است می‌توان به باشگاه فوتبال یوونتوس، باشگاه فوتبال اینتر میلان، باشگاه فوتبال کومو، و باشگاه فوتبال تورینو اشاره کرد.